# Новая волна 2012
Но́вая волна́ 2012 (англ. New Wave 2012; латыш. 2012. gada Jaunais Vilnis) — 11-й Международный конкурс молодых исполнителей «Новая волна», который состоялся с 24 по 29 июля 2012 года в Дзинтари, Юрмала.

## Участники
| Имя, Фамилия          | Страна     |
| --------------------- | ---------- |
| Сурен Арустамян       | Армения    |
| Александра Барташевич | Беларусь   |
| Costanzo Del Pinto    | Италия     |
| Ayala Eligoola        | Израиль    |
| Группа «The Jigits»   | Казахстан  |
| Бек Исраилов          | Кыргызстан |
| Хань Хуа              | Китай      |
| Группа «W»            | Россия     |
| Группа «IOWA»         | Россия     |
| Niloo                 | Россия     |
| Группа «Framest»      | Латвия     |
| Diāna Jasilionite     | Литва      |
| Группа «Los Rumberos» | Мексика    |
| Michael Blayze        | Нигерия    |
| Дуэт «Cristal»        | Финляндия  |
| Мария Яремчук         | Украина    |

## Конкурсные дни

### 1-й конкурсный день (25 июля 2012 года)[2]
| №  | Страна     | Исполнитель           | Песня                                    | Баллы |
| -- | ---------- | --------------------- | ---------------------------------------- | ----- |
| 01 | Мексика    | Группа «Los Rumberos» | I Like It (Энрике Иглесиас)              | 83    |
| 02 | Кыргызстан | Бек Исраилов          | Honesty (Билли Джоел)                    | 85    |
| 03 | Финляндия  | Дуэт «Cristal»        | If I ain’t got you (Алиша Киз)           | 80    |
| 04 | Россия     | Niloo                 | Unfaithful (Рианна)                      | 93    |
| 05 | Армения    | Сурен Арустамян       | Change the world (Эрик Клэптон)          | 92    |
| 06 | Казахстан  | Группа «The Jigits»   | September (Earth, Wind & Fire)           | 94    |
| 07 | Украина    | Мария Яремчук         | Homeless (Леона Льюис)                   | 97    |
| 08 | Литва      | Diāna Jasilionite     | Killing Me Softly (The Fugees)           | 87    |
| 09 | Латвия     | Группа «Framest»      | Moanin' (Арт Блэйки и «Jazz Messengers») | 96    |
| 10 | Китай      | Хань Хуа              | A New Day Has Come (Селин Дион)          | 81    |
| 11 | Нигерия    | Michael Blayze        | Don’t Worry Be Happy (Бобби Макферрин)   | 81    |
| 12 | Россия     | Группа «IOWA»         | Paparazzi (Lady Gaga)                    | 85    |
| 13 | Израиль    | Ayala Eligoola        | Hallelujah (Джеф Бакли)                  | 95    |
| 14 | Беларусь   | Александра Барташевич | No Ordinary Love (Sade)                  | 94    |
| 15 | Россия     | Группа «W»            | I want you back (Michael Jackson)        | 89    |
| 16 | Италия     | Costanzo Del Pinto    | Thank You For Loving Me (Bon Jovi)       | 96    |

### 2-й конкурсный день (26 июля 2012 года)[4]
| №  | Страна     | Исполнитель           | Песня                                 | Баллы |
| -- | ---------- | --------------------- | ------------------------------------- | ----- |
| 01 | Китай      | Хань Хуа              | Маге Ама                              | 86    |
| 02 | Беларусь   | Александра Барташевич | Я не верю твоим глазам (Макс Фадеев)  | 91    |
| 03 | Украина    | Мария Яремчук         | Тече вода (София Ротару)              | 95    |
| 04 | Финляндия  | Дуэт «Cristal»        | Rolling in the Deep (Адель)           | 83    |
| 05 | Италия     | Costanzo Del Pinto    | L’italiano (Тото Кутуньо)             | 97    |
| 06 | Израиль    | Ayala Eligoola        | One Night Only (Бейонсе)              | 90    |
| 07 | Латвия     | Группа «Framest»      | Подберу музыку (Раймонд Паулс)        | 94    |
| 08 | Россия     | Группа «IOWA»         | Снег (Николай Носков)                 | 93    |
| 09 | Литва      | Diāna Jasilionite     | Love is blind (Донни Монтелл)         | 88    |
| 10 | Армения    | Сурен Арустамян       | Моя любовь тебе (Авет Барсегян)       | 88    |
| 11 | Мексика    | Группа «Los Rumberos» | Bamboleo (Николя Рейес)               | 88    |
| 12 | Россия     | Niloo                 | Самая лучшая (Сливки)                 | 95    |
| 13 | Казахстан  | Группа «The Jigits»   | Улетаю (А-Студио)                     | 95    |
| 14 | Нигерия    | Michael Blayze        | All I do (Стиви Уандер)               | 84    |
| 15 | Кыргызстан | Бек Исраилов          | Боже, какой пустяк (Александр Иванов) | 88    |
| 16 | Россия     | Группа «W»            | Представь себе (Александр Абдулов)    | 88    |

### 3-й конкурсный день (28 июля 2012 года)[6]
| №  | Страна     | Исполнитель           | Песня                          | Баллы |
| -- | ---------- | --------------------- | ------------------------------ | ----- |
| 01 | Кыргызстан | Бек Исраилов          | Моя любовь                     | 88    |
| 02 | Нигерия    | Michael Blayze        | Never Say Never                | 76    |
| 03 | Украина    | Мария Яремчук         | Весна                          | 88    |
| 04 | Россия     | Niloo                 | Ола-ола                        | 96    |
| 05 | Финляндия  | Дуэт «Cristal»        | He doesn’t know                | 80    |
| 06 | Италия     | Costanzo Del Pinto    | Se vuoi                        | 89    |
| 07 | Израиль    | Ayala Eligoola        | How it most a beautiful        | 83    |
| 08 | Казахстан  | Группа «The Jigits»   | Всё любовь                     | 88    |
| 09 | Мексика    | Группа «Los Rumberos» | Mami ti siento do lor          | 84    |
| 10 | Беларусь   | Александра Барташевич | Ты лети                        | 89    |
| 11 | Латвия     | Группа «Framest»      | На улице Города роз            | 87    |
| 12 | Россия     | Группа «IOWA»         | Мама                           | 97    |
| 13 | Россия     | Группа «W»            | На самом деле                  | 82    |
| 14 | Армения    | Сурен Арустамян       | Next to you                    | 88    |
| 15 | Китай      | Хань Хуа              | To get a love and make me stay | 75    |
| 16 | Литва      | Diāna Jasilionite     | Endless melody                 | 85    |

## Результаты конкурса

### Результаты до третьего конкурного дня[9]
| Страна     | Исполнитель           | Всего баллов | Место |
| ---------- | --------------------- | ------------ | ----- |
| Италия     | Costanzo Del Pinto    | 193          | 1     |
| Украина    | Мария Яремчук         | 192          | 2     |
| Латвия     | Группа «Framest»      | 190          | 3     |
| Казахстан  | Группа «The Jigits»   | 189          | 4     |
| Россия     | Niloo                 | 188          | 5     |
| Беларусь   | Александра Барташевич | 185          | 6-7   |
| Израиль    | Ayala Eligoola        | 185          | 6-7   |
| Армения    | Сурен Арустамян       | 180          | 8     |
| Россия     | Группа «IOWA»         | 178          | 9     |
| Россия     | Группа «W»            | 177          | 10    |
| Литва      | Diāna Jasilionite     | 175          | 11    |
| Кыргызстан | Бек Исраилов          | 174          | 12    |
| Мексика    | Группа «Los Rumberos» | 171          | 13    |
| Китай      | Хань Хуа              | 167          | 14    |
| Нигерия    | Michael Blayze        | 165          | 15    |
| Финляндия  | Дуэт «Cristal»        | 163          | 16    |

### Общие результаты
| Страна     | Исполнитель           | Баллы | Место |
| ---------- | --------------------- | ----- | ----- |
| Россия     | Niloo                 | 284   | 1     |
| Италия     | Costanzo Del Pinto    | 282   | 2     |
| Украина    | Мария Яремчук         | 280   | 3     |
| Казахстан  | Группа «The Jigits»   | 277   | 4-5   |
| Латвия     | Группа «Framest»      | 277   | 4-5   |
| Россия     | Группа «IOWA»         | 275   | 6     |
| Беларусь   | Александра Барташевич | 274   | 7     |
| Израиль    | Ayala Eligoola        | 268   | 8-9   |
| Армения    | Сурен Арустамян       | 268   | 8-9   |
| Кыргызстан | Бек Исраилов          | 262   | 10    |
| Литва      | Diāna Jasilionite     | 260   | 11    |
| Россия     | Группа «W»            | 259   | 12    |
| Мексика    | Группа «Los Rumberos» | 255   | 13    |
| Финляндия  | Дуэт «Cristal»        | 243   | 14    |
| Китай      | Хань Хуа              | 242   | 15    |
| Нигерия    | Michael Blayze        | 241   | 16    |

## Ведущие
- Валерия Кудрявцева
- Сергей Лазарев
- Александр Ревва
- Вера Брежнева
- Иван Дорн
- Анна Семенович
- Сергей Зверев
- Владимир Зеленский
- Елизавета Боярская
- Валерий Меладзе
- Верка Сердючка
- Потап

## Программа конкурса
- 24 июля — Грандиозный гала-концерт, посвященный открытию конкурса[11]
- 25 июля — Первый конкурсный день — День мирового хита[12]
- 26 июля — Второй конкурсный день — Хит своей страны[13]
- 27 июля — Традиционный турнир по пляжному футболу «New Wave Cup» между командами звёзд шоу-бизнеса и конкурсантами «Новой волны».[14]
- 27 июля — Творческий вечер Константина Меладзе[15]
- 27 июля — Ночная дискотека «МУЗ-ТВ» — Специальный гость — Тимати.[16]
- 28 июля — Турнир по теннису между звёздами «Новой волны» и профессионалами[17]
- 28 июля — Третий конкурсный день — День премьер — Специальный гость — Лара Фабиан.[18]
- 29 июля — Гала-концерт, посвященный закрытию конкурса — Специальные гости — Нелли Фуртадо и Чо Суми.

## Жюри конкурса
- Раймонд Паулс
- Игорь Крутой
- Валерия
- Лайма Вайкуле
- Валерий Меладзе
- Константин Меладзе
- Игорь Николаев
- Игорь Матвиенко
- Леонид Агутин
- Юрий Антонов
- Максим Фадеев

## Первый день. Открытие фестиваля (24 июля 2012 года)

### Ведущие
Анна Семенович, Иван Дорн, Вера Брежнева, Александр Ревва, Лера Кудрявцева, Сергей Лазарев

### На открытии фестиваля выступили
- Александр Малинин — «Дорогою длинною»
- Кристина Орбакайте — «Ультрафиолет»
- Валерий Меладзе — «Потерян и не найден»
- Верка Сердючка — «Смайлик»
- Сергей Лазарев и Ани Лорак — «Я не сдамся без бою»
- Ани Лорак — «Обними меня»
- Сергей Лазарев — «Take it Off»
- Анжелика Варум — «Лао»
- Олег Газманов — «А меня так тянет домой»
- Лариса Долина — «Мата Хари»
- Доминик Джокер — «Если ты со мной»
- Градусы — «Голая»
- Александр Буйнов — «Две жизни»
- Игорь Крутой и Валерия — «Я тебя отпустила»
- Николай Агутин и Леонид Агутин — «День рожденья»
- Иосиф Кобзон — «Ноктюрн»
- Диана Гурцкая — «Любовь настала»
- Игорь Николаев — «Мы с тобой совпали»
- Нюша — «Выше»
- Сосо Павлиашвили — «Добрый вечер»
- Борис Моисеев — «Самый лучший из мужчин»
- LOBODA — «Облака»
- Дима Билан и Юля Волкова — «Любовь-сука»
- Иван Дорн — «Стыцамен»
- Полина Гагарина — «Спектакль окончен»
- Валерий Леонтьев — «Гонолулу»
- Том Джонс — «Delilah», «Sex bomb»

## Второй день. День Мирового хита (25 июля2012 года)

### Ведущие
Владимир Зеленский, Сергей Зверев, Лера Кудрявцева, Сергей Лазарев

### На дне мирового хита выступали
- Бурановские бабушки — «Party for Everybody»
- Тимати — «Welcome to St. Tropez»
- Алсу и Камо Сейранян — «It’s Not Goodbye»
- Лариса Долина и Алексей Чумаков — «I just can’t stop loving»
- Андраник Алексанян — «Вечная любовь»
- SEREBRO — «Мама Люба»
- Александр Маршал — «Hotel California»
- Ирина Дубцова — «Hurt»
- Quest Pistols — «Long and Lonesome Road»
- Лайма Вайкуле — «Милый Друг»
- Тимур Родригез — «Thriller»
- Rick Astley — «Whenever You Need Somebody», «Together Forever»

## Третий день. Хит своей страны (26 июля2012 года)

### Ведущие
Анна Семенович, Иван Дорн

### На концерте выступали
- Гарик Сукачев и группа «Неприкасаемые»
- Алексей Романов и группа «Воскресение»
- Андрей Макаревич и группа «Машина времени»
- Борис Гребенщиков и группа «Аквариум»
- Чайф
- Пелагея

## Традиционный турнир по пляжному футболу «New Wave Cup» (27 июля2012 года)

### Состав Сборной Звёзд
- Крис Кельми
- Байгали Серкебаев
- Кети Топурия
- Александр Румянцев (Генеральный директор «Новой волны»)
- Нюша

### Состав Сборной конкурсантов «Новой волны 2012»
- Сурен Арустамян
- Costanzo Del Pinto
- Ayala Eligoola
- Diāna Jasilionite
- Группа «The Jigits»
- Группа «Framest»
- Niloo
- Michael Blayze
- Группа «Los Rumberos»
- Дуэт «Cristal»
- Группа «IOWA»
- Группа «W»
- Александра Барташевич
- Мария Яремчук
- Бек Исраилов

### Ход событий матча
- После двух таймов результат оказался ничейным 4:4. Однако в серии пенальти команда звёзд оказалась точнее, и с перевесом в один гол победила в этом поединке.

## Четвёртый день. Творческий вечерКонстантина Меладзе(27 июля2012 года)

### Ведущие
Вера Брежнева, Елизавета Боярская, Валерий Меладзе, Александр Ревва

### На творческом вечере выступили
- Ани Лорак — «Красиво»
- Дима Билан — «Не тревожь мне душу, скрипка »
- Алсу — «Мир, о котором я не знала до тебя»
- Валерий Меладзе и ВИА Гра — «Притяженья больше нет»
- Варвара, Наталья Королёва и Анна Семенович — «Бриллианты»
- Иосиф Кобзон — «Осколки лета»
- Лайма Вайкуле — «Актриса»
- Сергей Лазарев — «Вопреки»
- Ёлка — «Посредине лета»
- Потап и Настя Каменских — «Сэра»
- Ирина Дубцова — «Я не могу без тебя»
- Богдан Титомир — «Поцелуи»
- А-Студио — «Л.М.Л.»
- Сосо Павлиашвили — «Параллельные»
- Нюша — «Антигейша»
- Дискотека Авария — «Салют Вера»
- Полина Гагарина — «Я тебя не прощу»
- Юлия Савичева — «Я ж его любила»
- Леонид Агутин — «Иностранец»
- Таисия Повалий — «Мамо»
- Иван Дорн — «Попытка № 5»
- Интарс Бусулис — «Текила любовь»
- Анжелика Варум — «Без суеты»
- Паата Бурчуладзе — «Как ты красива»
- Владимир Пресняков — «Небеса»
- Валерия — «Цветок и нож»
- Верка Сердючка — «Я не поняла»
- Григорий Лепс и Валерий Меладзе — «Обернитесь»
- Григорий Лепс — «Се ля ви»
- Константин Меладзе — «Метель»
- Вера Брежнева — «Любовь спасёт мир»

## Четвёртый день. Ночная дискотека «МУЗ-ТВ» (27 июля2012 года)

### Ведущие
Валерия Кудрявцева

### На ночной дискотеке выступили
- Вера Брежнева
- Влад Соколовский
- Потап
- Настя Каменских
- А-Студио
- Сергей Лазарев
- Джамала
- Ёлка
- Ани Лорак
- Ирина Дубцова
- Доминик Джокер
- Полина Гагарина
- Юлия Волкова
- Тимур Родригез
- Дима Билан
- Специальный гость — Тимати

## Пятый день. День премьер (28 июля2012 года)

### Ведущие
Потап, Верка Сердючка, Вера Брежнева, Александр Ревва

### На дне премьер выступали
- Ирина Аллегрова — «Наводнение»
- Дима Билан и Никки — «Обними меня»
- Потап и Настя Каменских — «Прилелето»
- Владимир Пресняков — «Никудышный ангел»
- Стас Михайлов — «Джокер»
- Ирина Дубцова — «Ешь, молись, люби»
- Раймонд Паулс, Lady’s sweet, PeR — «Ne silts, ne auksts»
- Aida — «Forte»
- Леонид Агутин — «Ай-я-яй»
- Григорий Лепс и Тимати — «Лондон»
- А-Студио и Игорь Крутой — «Папа, мама»
- Lara Fabian и Игорь Крутой — «Trouver la vie, l’amour, le sens», «Je t’aime encore»
- Раймонд Паулс и Игорь Крутой — «Турецкое рондо»

## Шестой день. Гала-концерт, закрытие фестиваля. (29 июля2012 года)

### Ведущие
Иван Дорн, Анна Семенович, Сергей Лазарев, Лера Кудрявцева, Александр Ревва.

### На закрытие фестиваля выступили
- Дискотека Авария, Виктория Крутая и Джиган — «Карнавал»
- Стас Михайлов — «А может быть»
- Николай Басков — «Странник»
- Николай Басков и Валерия — «Сохранив любовь»
- Валерия — «Радуга-дуга»
- Ирина Аллегрова — «Монолог Ситковецкого»
- Игорь Николаев, Игорь Крутой и Иосиф Кобзон — «Ода Аллегровой»
- Игорь Крутой и Чо Суми — «Tango», «I’m cold»
- Чо Суми — «Amarcord»
- ВИА Гра — «Алло, мам!»
- Александр Буйнов — «Правда и ложь»
- Жасмин — «От любви до любви»
- Леонид Агутин и Анжелика Варум — «Кино»
- Нелли Фуртадо — «I’m like a bird», «Spirit indestructible», «Say it right»
- Лев Лещенко — «Соловьиная роща»
- Григорий Лепс — «Водопадом»
- Все участники концерта — «До свиданья, Юрмала»

## Интересные факты
- Впервые за всю историю конкурса «Новая волна» было изменено правило регламента что в третий конкурсный день, а именно в день премьер участников, сопредседатели жюри Раймонд Паулс и Игорь Крутой приняли решение не показывать оценки после выступления участника, а записывать их в протокол чтобы сохранить интригу конкурса, и затем в день закрытия фестиваля узнать победителя[19].
- История победы участницы из России «Niloo» получила большой резонанс, по окончании двух конкурсных дней лидировал участник из Италии Costanzo Del Pinto, а участница с Украины Мария Яремчук отставала всего на один балл. В день награждения неожиданно для всех победила участница из России Niloo, которая по окончании второго конкурсного дня была на 5 месте; на это публика и зрители в зале отреагировали свистами. В адрес участницы было сказано много плохой критики на счет такого решения, что дало усомниться в призовых местах и оценках[20].
- После «Новой волны» в СМИ появилась информация о том, что отец конкурсантки «Niloo» из России является членом «Единой России», это дало ещё больший толчок в интернете для того, чтобы усомниться на счёт призового места конкурсантки[21]. Однако сама «Niloo» опровергла эту информацию, так как членом «Единой России» является не отец, а дядя[22][23][24].